# عطیه شتی
عطیه شتی (به انگلیسی: Athiya Shetty) (زاده ۵ نوامبر ۱۹۹۲) بازیگر هندی است.
نام آتیا اصلاً اسم عربی است که معنی هدیه دادن، عطیه کردن، انعام و بخشش کردن دارید، به دلیل ترجمه از زبان هندی و انگلیسی، تلفظ عطیه تغییر کرده و آتیا شده. همسر سنیل شتی مانا قادری مسلمان است او دختر خود را به نام عطیه موسوم کرد. در دهه ۱۹۹۰ نام عطیه در مجلات و روزنامه‌ها اردو منتشر شده بود. بسیاری از روزنامه‌ها هنوز به جای لهجه انگلیسی و هندی، به خصوص BBC, از کلمه اصلی عربی استفاده می‌کنند.
از فیلم‌هایی که وی در آن نقش داشته‌است می‌توان به مبارک و قهرمان اشاره کرد.